# 明古魯語
明古魯語是印度尼西亞蘇門答臘島上明古魯市附近所說的語言。